# 日本自動車研究所

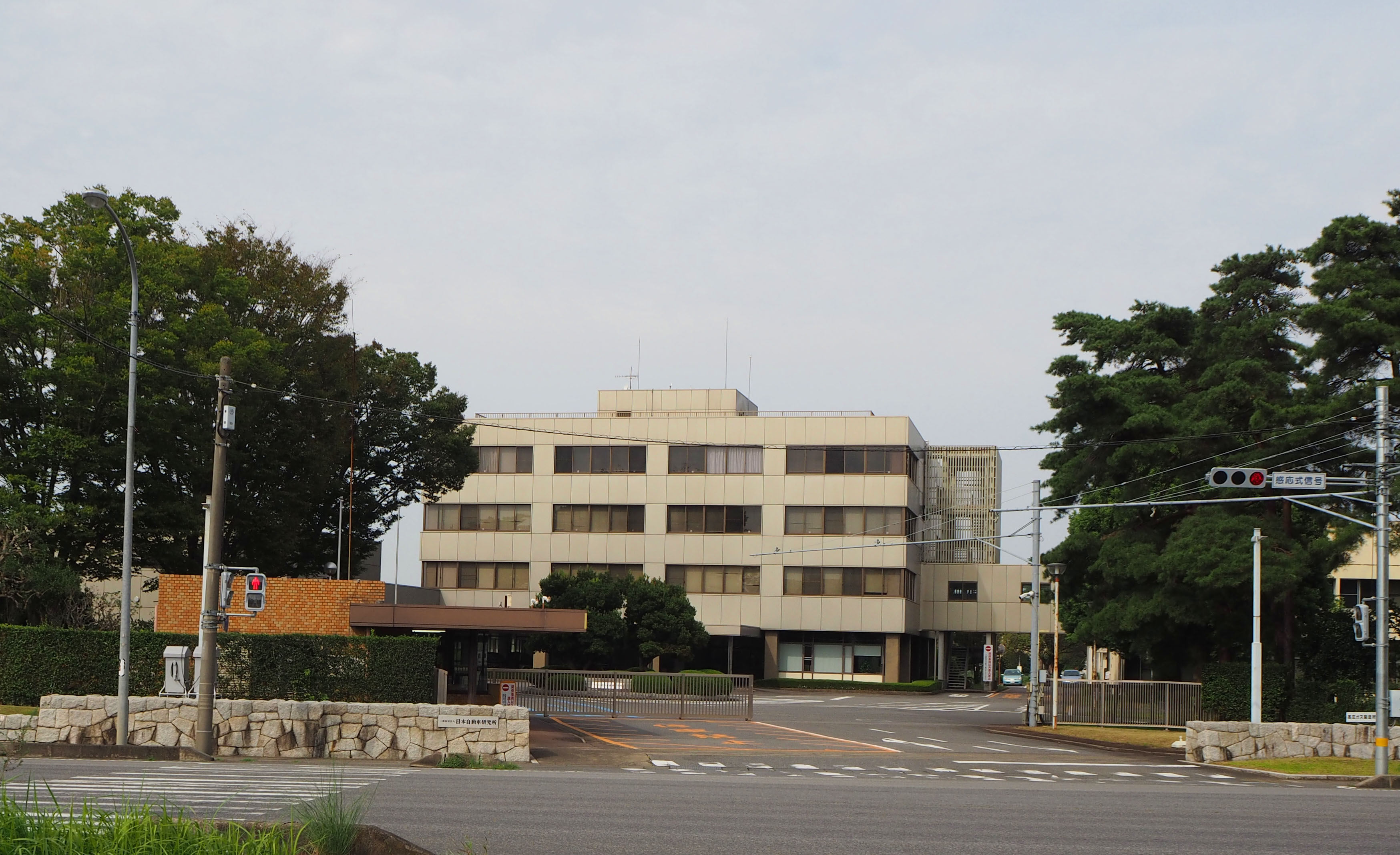
日本自動車研究所つくば研究所（2020年10月）

一般財団法人日本自動車研究所（にほんじどうしゃけんきゅうしょ、英文表記：Japan Automobile Research Institute、略称：JARI）は、自動車や道路交通に関連する研究、試験を行う団体。以前は経済産業省所管の財団法人であったが、公益法人制度改革に伴い一般財団法人へ移行した。

## 概要
| ほぼ同一範囲を撮影した、つくば研究所付近の1990年撮影（左画像）と2017年撮影（右画像）の空中写真。今日ではテストコース跡の中ほどをつくばエクスプレスが横断しており、北側半分は、つくば市役所、研究学園駅などが立地し、再開発されている。国土交通省 国土地理院 地図・空中写真閲覧サービスの空中写真を基に作成。 |  | ほぼ同一範囲を撮影した、つくば研究所付近の1990年撮影（左画像）と2017年撮影（右画像）の空中写真。今日ではテストコース跡の中ほどをつくばエクスプレスが横断しており、北側半分は、つくば市役所、研究学園駅などが立地し、再開発されている。国土交通省 国土地理院 地図・空中写真閲覧サービスの空中写真を基に作成。 |
| ほぼ同一範囲を撮影した、つくば研究所付近の1990年撮影（左画像）と2017年撮影（右画像）の空中写真。今日ではテストコース跡の中ほどをつくばエクスプレスが横断しており、北側半分は、つくば市役所、研究学園駅などが立地し、再開発されている。国土交通省 国土地理院 地図・空中写真閲覧サービスの空中写真を基に作成。 |  | |

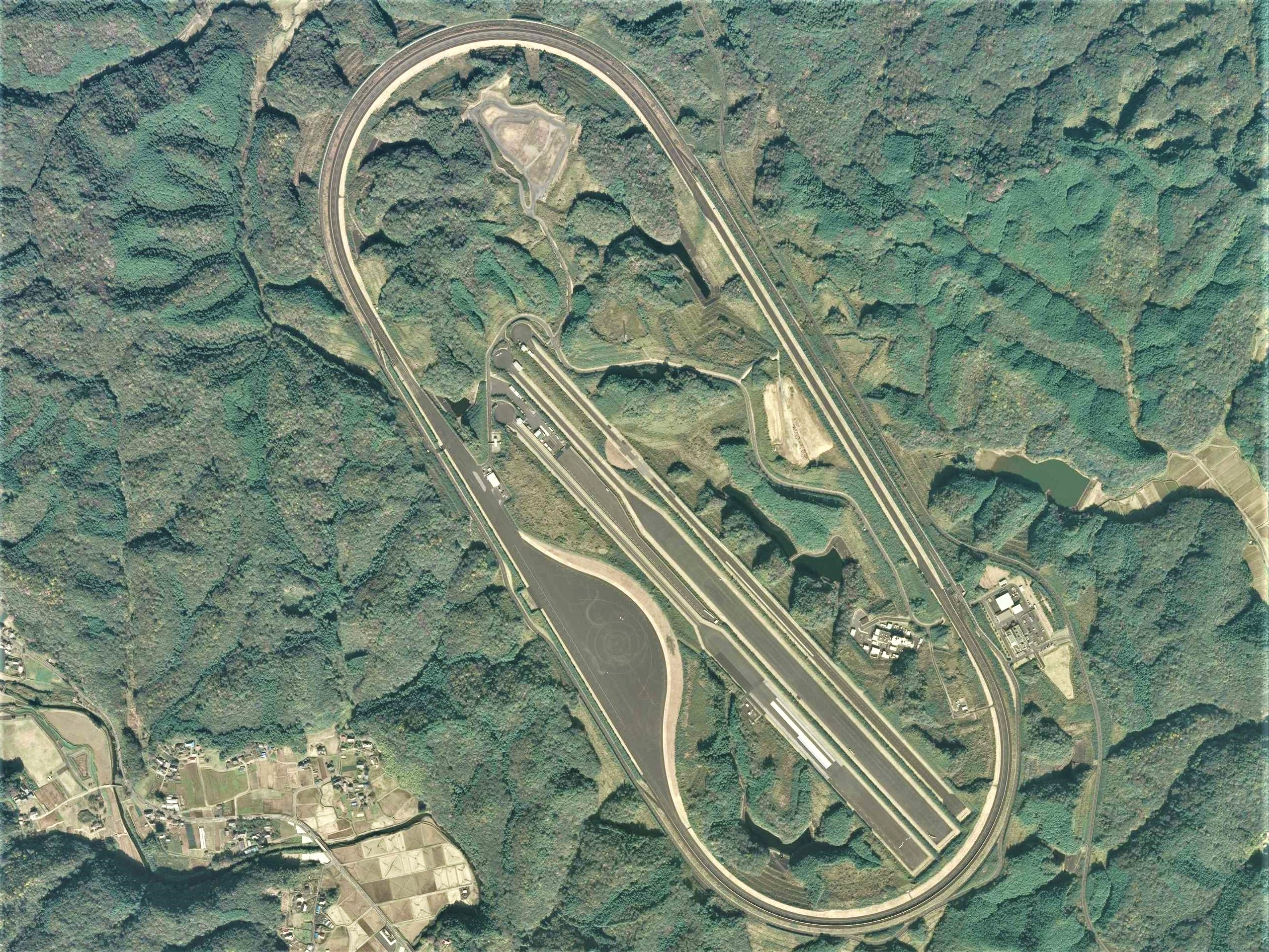
城里テストセンターの空中写真。2016年11月6日撮影。。

1961年（昭和36年）に設立された（財）自動車高速試験場を前身とし、改組・改称して1969年（昭和44年）に設立。
自動車に関する総合的な研究、自動車社会の健全な進展に貢献することを使命として発足。茨城県谷田部町（当時）にあった旧テストコースの高速周回路は自動車雑誌の最高速テストに使われていたことでも知られる。
現在はエネルギー、電機、情報・通信など幅広い関連業界と連携してエネルギー問題、環境問題、交通安全問題、低公害車の普及促進などに重点を置いている。

## 施設

### つくば研究所
- 所在地：茨城県つくば市苅間2530番地
  - 衝突実験場
  - 模擬市街路　など

かつて通称「谷田部」と呼ばれる高速周回路が存在し、自動車雑誌主催による最高速テストが盛んに行われていた。つくばエクスプレスの開業に伴う再開発のため2005年3月をもって廃止され、新設された城里テストセンターに役目を引き継いだ。現在は45度バンクコーナーの一部が切り取られた上で保存されている。

### 城里テストセンター
- 所在地：茨城県東茨城郡城里町大字小坂字高辺多1328番地23
  - 高速周回路（全周5,500m）
  - 旋回試験場
  - 総合試験路
  - 悪路試験場　など
- 燃料電池自動車安全性評価試験棟

### 東京事務所
- 所在地：東京都港区芝大門一丁目1番30号 日本自動車会館12階
  - 渉外・広報室　など

### 大門事務所
- 所在地：東京都港区芝公園一丁目8番12号 NBF芝公園大門通りビル5階

## 沿革・研究の歴史
- 1961年（昭和36年）- 財団法人自動車高速試験場設立。
- 1964年（昭和39年）- 高速周回路が完成、運用開始。
- 1969年（昭和44年）4月 - 財団法人日本自動車研究所設立。
- 1972年（昭和47年）- メタノールエンジンの研究に着手。
- 1973年（昭和48年）- 衝突実験場完成。
- 1976年（昭和51年）- 実車風洞・大型無響室完成。
- 1979年（昭和54年）- 交通事故鑑定専科開始。
- 1981年（昭和56年）- 排ガスの生体影響研究に着手。
- 1990年（平成2年）- セラミックガスタービンの研究に着手。
- 1992年（平成4年）- ドライビングシミュレータ完成。
- 1994年（平成6年）- 新エンジン実験設備完成。
- 1996年（平成8年）- シュレッダーダストの減容固化実験装置完成。
- 2003年（平成15年）7月1日 - 日本電動車両協会（JEVA）、自動車走行電子技術協会（JSK）と統合。新生・日本自動車研究所が発足。
- 2005年（平成17年）- つくば市にあったテストコースの試験路部分を移設独立し、城里テストセンター開設。
- 2012年（平成24年）- 一般財団法人に移行。